# اوله اسلوبادیان
اوله اسلوبادیان (اوکراینی: Олег Олександрович Слободян؛ زادهٔ ۳ اکتبر ۱۹۹۶) بازیکن فوتبال اهل اوکراین است.